# Latinos (Los Angeles Times)
Pour les articles homonymes, voir Latinos.
Latinos est un dossier en 27 parties du Los Angeles Times sur la communauté et la culture latino du sud de la Californie au début des années 1980.
L'équipe responsable du dossier, formée de deux rédacteurs en chef et de 11 reporters et photographes, tous d'origine mexicano-américaine, a remporté le prix Pulitzer du service public pour le Los Angeles Times en 1984. C'était la première fois que le Pulitzer était gagné par des latino-américains,.
Le jury du prix Pulitzer a qualifié la série de « l'un des plus grands efforts de reportage de l'histoire du journal » et a noté que l'équipe de presse avait mené plus de 1 000 interviews.
L'histoire du dossier Latinos du Los Angeles Times est le sujet du documentaire Below the Fold filmé en 2007.

## Articles choisis
- (en) « Editorial: Of diversity and strength », Los Angeles Times,‎ 14 août 1983 (lire en ligne)
- (en) George Ramos, « Going home: The American dream lives in the barrio », Los Angeles Times,‎ 27 juillet 1983 (lire en ligne)
- (en) Marita Hernandez et Robert Montemayor, « Four generations: Mexico to U.S. — a culture odyssey », Los Angeles Times,‎ 24 juillet 1983 (lire en ligne)
- (en) Virginia Escalante, Nancy Rivera et Victor Valle, « Inside the World of Latinas », Los Angeles Times,‎ 7 août 1983 (lire en ligne)
- (en) Virginia Escalante, « Migrant pickers: Latinos in the fields of hardship », Los Angeles Times,‎ 10 août 1983 (lire en ligne)
- (en) Roberto Montemayor, « Latino students advance, only to fail », Los Angeles Times,‎ 1er août 1983 (lire en ligne)
- (en) Nancy Rivera, « Top Latino firms took gambles that paid off », Los Angeles Times,‎ 7 août 1983 (lire en ligne)
- (en) Al Martinez, « The Latino wealthy — a new breed », Los Angeles Times,‎ 3 août 1983 (lire en ligne)

## Équipe des nouvelles

### Rick Corrales
Corrales (circa 1957 - 7 novembre 2005), est un photojournaliste né à Pico Rivera en Californie. Précoce, il avait sa propre chambre noire dès l'âge de 10 ans.
Corrales a étudié la musique au Whittier College et a obtenu un baccalauréat en photojournalisme de l'Université d'État de Californie à Long Beach.
Il a commencé à travailler pour le Los Angeles Times en tant que photographe en 1981. En plus de faire partie de l'équipe lauréate du prix Pulitzer, Corrales a photographié les Jeux olympiques d'été de 1984.
Il a inventé la caméra à 360 degrés Spinshot. Il a fondé Corrales Cameras pour la produire, à Whittier, en Californie. La société a vendu environ 1 000 unités avant que la concurrence de la photographie numérique ne vienne à boût de l'entreprise.
Corrales a également été un pionnier de l'animation 3D. Il a créé une société appelée Motion Graphix avec l'ancien éditeur photo du Los Angeles Times, Raleigh Souther.
Corrales est décédé le 7 novembre 2005 d'un cancer de l'estomac ,.

### José Galvez
Galvez (né en 1949) est entré pour la première fois dans la salle de rédaction de l'Arizona Daily Star en tant que cireur de chaussures à l'âge de 10 ans. Il est devenu un visiteur régulier du journal de Tucson, en Arizona.
Les journalistes de l'Arizona Daily Star ont encouragé Galvez a acquérir des compétences en journalisme. Il a acheté son propre appareil photo d'un prêteur sur gages alors qu'il était au secondaire et a d'abord photographié les gens et les lieux de son quartier.
Il est devenu photographe pour l'Arizona Daily Star après l'obtention de son diplôme en journalisme de l'Université de l'Arizona. Galvez est le premier photographe mexicano-américain à être embauché par le Los Angeles Times ; il y travaille de 1980 à 1992.
L'expérience personnelle que Galvez a acquise en photographiant des Américains d'origine mexicaine à Tucson a été utile pour illustrer la série lauréate du prix Pulitzer du Los Angeles Times.
Galvez quitta le Los Angeles Times pour faire de photographie en solo.
Les  photos de Galvez traitant de la vie des latino-américains aux États-Unis en photographie noir et blanc a illustré plusieurs de ses livres, dont Vatos  (ISBN 0938317520) et Shine Boy  (ISBN 9780982433904), un mémoire de son enfance et deux autres livres édités Beloved Land  (ISBN 9780816523825) et Americanos  (ISBN 9780316649148) ,,.

### Robert Montemayor
Montemayor (circa 1954 - 21 octobre 2015)  a gradué en 1975 du College of Mass Communications de l'Université Texas Tech avec un baccalauréat en journalisme. Il a obtenu une maîtrise en administration des affaires en marketing en 1986 de l'Université de Californie à Los Angeles .
En 1977 et 1978, il a été nommé pour un prix Pulitzer. Il a gagné un prix George Polk en 1978 pour sa contribution aux affaires de droits civils.
En 1978, il rejoint le Los Angeles Times en tant que rédacteur. Six ans plus tard, en 1984, Montemayor coécrira la série en 27 épisodes qui remportera le prix Pulitzer du service public, Latinos.
Après avoir obtenu sa Maîtrise en administration des affaires, Montemayor a travaillé aux niveaux supérieurs de la direction pour des compagnies comme Dow Jones and Company, McGraw-Hill et VNU Business Media.
En 2004, il a publié un livre, Right Before Our Eyes: Latinos Past, Present and Future.
Montemayor est actuellement membre de la faculté de journalisme de l'Université Rutgers,.

### Frank del Olmo
Del Olmo (18 mai 1948 - 19 février 2004), a remporté un Emmy pour avoir écrit The Unwanted, un documentaire sur l'immigration clandestine était journaliste au Los Angeles Times.
En 1998, il a été promu au poste de rédacteur en chef adjoint du journal. Il a travaillé comme rédacteur et comme éditeur au Los Angeles Times pendant plus de 34 ans.
Le 19 février 2004, à l'âge de 55 ans, Frank Del Olmo est mort d'une crise cardiaque à son bureau du Los Angeles Times ,,.

### George Ramos
Ramos (1er octobre 1947 - 23 juillet 2011) est diplômé du département de journalisme de l'Université d'État polytechnique de Californie en 1969.
Il a travaillé pendant 25 ans en tant que journaliste au Los Angeles Times, au cours desquels il a travaillé sous plusieurs titres différents.
Ramos a remporté trois prix Pulitzer, dont le premier en 1984.
Il est devenu directeur du département de journalisme de l'Université d'État polytechnique de Californie en 2003.
En 2007, il a été intégré au Temple de la renommée de l'Association nationale des journalistes hispaniques .
Dans les années précédant sa mort, il était rédacteur en chef au CalCoastNews.
Ramos a été retrouvé mort dans sa maison de Morro Bay, en Californie, le samedi 23 juillet 2011. On pense qu'il est mort de causes naturelles cependant, son diabète aurait pu jouer un rôle,,.

### Frank Sotomayor
Sotomayor, né le 20 mai 1943, a commencé à travailler à 17 ans pour l'Arizona Daily Star à Tucson. Il a obtenu une maîtrise en communication de l'Université Stanford.
Dans les années 1970, Sotomayor a débuté au Los Angeles Times en tant que journaliste aux affaires étrangères.
Frank Sotomayor et George Ramos étaient les éditeurs du dossier Latinos du Los Angeles Times qui a duré trois semaines. Sotomayor a également rédigé des textes pour le dossier.
Il a travaillé au Los Angeles Times pendant 35 ans.
Sotomayor a servi de conseiller au programme de formation éditoriale pour les minorités dont le but était de former les minorités à travers une expérience professionnelle en journalisme.
Il a cofondé le Robert C. Maynard Institute for Journalism Education et la California Chicano News Media Association.
Il a reçu le Centennial Achievement Award de l'Université de l'Arizona en 1998. En 2002, il a été intronisé au Temple de la renommée ,,.

### Victor Valle
Valle est né le 10 novembre 1950 à Whittier, en Californie. Sa famille travaillait dans une ferme laitière de la région.
Il a commencé sa carrière d'écrivain dans les années 1970, lorsqu'il a commencé à publier de la poésie, à traduire de la littérature et à éditer des magazines.
Il a obtenu une maîtrise en journalisme de la Medill School of Journalism.
Puis, Valle a rejoint le Los Angeles Times en 1981. Il était membre de l'équipe de journalistes Chicanos qui a remporté le prix Pulitzer pour le dossier Latinos en 1984.
Valle a publié Recipe of Memory: Five Generations of Mexican Cuisine en 1996 et a reçu deux nominations littéraires. Il a également publié un livre intitulé City of Industry en 2009, qui a été accueilli favorablement,,.

### Autres membres de l'équipe
L'équipe de journaliste était également composée de Virginia Escalante, Marita Hernandez, Al Martinez, Julio Moran, David Reyes, Nancy Rivera, Louis Sahagun et Juan Vasquez.
Parmi les photographes figuraient aussi Monica Almeida, Aurelio Jose Barrera, Christine Cotter, Patrick Downs, et Thomas Kelsey.

## Film documentaire
- Roberto Gudiño, Below the Fold: The Pulitzer That Defined Latino Journalism (2007) [26].